# Türksat (satellite)
Türksat è una serie di satelliti di telecomunicazioni turchi. La gestione dei satelliti è supervisionata dalle società Türksat A.Ş. e Aérospatiale tramite la centrale di controllo Gölbaşı Ground Station di Ankara.

## Missioni
| Satellite  | Lancio     | Lancio                         | Lancio           | Status                                   |
| Satellite  | Data       | Sito                           | Veicolo          | Status                                   |
| Türksat 1A | 1994-01-24 | ELA-2 Centro spaziale guyanese | Ariane-44LP H10+ | lancio fallito                           |
| Türksat 1B | 1994-08-10 | ELA-2 Centro spaziale guyanese | Ariane-44LP H10+ | missione terminata nel 2006              |
| Türksat 1C | 1996-07-09 | ELA-2 Centro spaziale guyanese | Ariane-44L H10-3 | missione terminata nel 2010              |
| Türksat 2A | 2001-01-10 | ELA-2 Centro spaziale guyanese | Ariane-44P H10-3 | in uso                                   |
| Türksat 3A | 2008-06-12 | ELA-3 Centro spaziale guyanese | Ariane 5ECA      | in uso                                   |
| Türksat 4A | 2014-02-14 | Cosmodromo di Bajkonur         | Proton-M         | in uso                                   |
| Türksat 4B | 2014-11    | Cosmodromo di Bajkonur         | Proton-M         | sviluppo terminato; pronto per il lancio |
| Türksat 5A | 2016       | Cosmodromo di Bajkonur         | Proton-M         | in progettazione                         |
| Türksat 5B | Q4 2019    | Cosmodromo di Bajkonur         | Proton-M         | in progettazione                         |
| Türksat 6A | 2017       | TBD                            | TBD              | in progettazione                         |
| Türksat 7A | 2019       | TBD                            | TBD              | in progettazione                         |
| Türksat 7B | 2019       | TBD                            | TBD              | in progettazione                         |

## I satelliti

### Türksat 1A
Lanciato il 24 gennaio 1994 dalla base di Kourou nella Guyana francese, Türksat 1A è stato il primo satellite della rete Türksat. È esploso in aria, in fase di lancio, prima di raggiungere la sua orbita.

### Türksat 1B
Dopo la perdita di Türksat 1A, Türksat 1B è stato lanciato in orbita l'11 agosto 1994. Dopo aver superato i test di trasmissione, Türksat 1B è entrato in servizio il 10 ottobre 1994.
Türksat 1B copre tre differenti aree: Turchia, Europa centrale e Asia centrale.

### Türksat 1C
Türksat 1C è stato lanciato con successo il 10 luglio 1996 e posizionato in orbita a 31.3° di longitudine est. Completati i test orbitali il satellite è stato posizionato nel 42°E. Con l'entrata in servizio di questo satellite, tutto il traffico in trasmissione di Türksat 1B e stato trasferito su Türksat 1C.
Il 16 luglio 2008, tutto il traffico generato da Türksat 1C è stato trasferito su Türksat 3A.

### Türksat 2A
Türksat 2A, noto anche come Eurasiasat 1 è stato lanciato in orbita il 10 gennaio 2001 dalla base di Kourou nella Guyana Francese. 

### Türksat 3A
Türksat 3A, è stato lanciato in orbita il 12 giugno 2008 dalla base di Kourou nella Guyana Francese. 

### Türksat 4A
Il 14 febbraio 2014, Türksat 4A è stato lanciato dalla base del cosmodromo di Baikonur e temporaneamente posizionato a 50° di latitudine est. Dopo tre mesi di test è stato trasferito alla latitudine di 42° est. Ha iniziato le sue trasmissioni il 15 luglio 2014.

## Altri collegamenti
- BRT 1
- BRT 2